# Leonard Farbstein

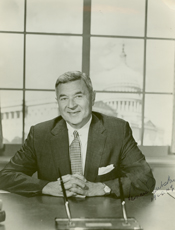
Leonard Farbstein

Leonard Farbstein (* 12. Oktober 1902 in New York City; † 9. November 1993 ebenda) war ein US-amerikanischer Rechtsanwalt und Politiker. Zwischen 1957 und 1971 vertrat er den Bundesstaat New York im US-Repräsentantenhaus.

## Werdegang
Leonard Farbstein graduierte an der High School of Commerce. Er besuchte das City College of New York und das Hebrew Union Teachers College. 1924 graduierte er an der New York University Law School. Nach dem Erhalt seiner Zulassung als Anwalt begann er in einer Privatpraxis zu praktizieren. Zwischen 1932 und 1956 saß er in der New York State Assembly. Während des Ersten Weltkrieges diente er in der United States Coast Guard Reserve. Er war stellvertretender Vorsitzender der East River Day Camp, einer Wohltätigkeitsorganisation. Politisch gehörte er der Demokratischen Partei an.
Bei den Kongresswahlen des Jahres 1956 für den 85. Kongress wurde Farbstein im 19. Wahlbezirk von New York in das US-Repräsentantenhaus in Washington, D.C. gewählt, wo er am 4. Januar 1957 die Nachfolge von Arthur George Klein antrat. Er wurde sechs Mal in Folge wiedergewählt. Bei seiner Wiederwahlkandidatur im Jahr 1970 erlitt er eine Niederlage und schied nach dem 3. Januar 1971 aus dem Kongress aus.
Er starb am 9. November 1993 in New York City und wurde auf dem Cedar Park Cemetery in Paramus (New Jersey) beigesetzt.